# Королевский альбатрос
Королевский альбатрос (лат. Diomedea epomophora) — вид морских птиц из семейства альбатросовых (Diomedeidae). Королевский и странствующий альбатросы обладают наибольшим размахом крыльев из всех летающих птиц. Ранее их считали одним видом. Средняя продолжительность жизни альбатроса — 58 лет. Низкая плодовитость и долгое развитие королевского альбатроса компенсируются большой продолжительностью жизни и низкой смертностью взрослых птиц. По статистике ежегодно из ста альбатросов погибают только 3.
Наибольшая опасность для альбатроса — загрязнение окружающей среды.
Как и все альбатросы, он пользуется воздушными потоками и при сильном ветре разгоняется до 100 км/ч — это помогает ему сохранять энергию.

## Описание
Королевский альбатрос достигает длины 107—122 см. Обычно размах крыльев 280—320 см, но бывает и больше. Весит 8 кг.
Поверхность крыльев должна быть большой, чтобы масса тела птицы во время полёта распределялась равномерно. Длинные мускулистые крылья — идеальное приспособление для планирующего полёта.
Вид королевского альбатроса делится на 2 подвида: северный королевский альбатрос (Diomedea epomophora epomophora) и южный королевский альбатрос (Diomedea epomophora sanfordi). У первого верхняя сторона крыльев покрыта темно-коричневыми перьями, у второго подвида они белые.

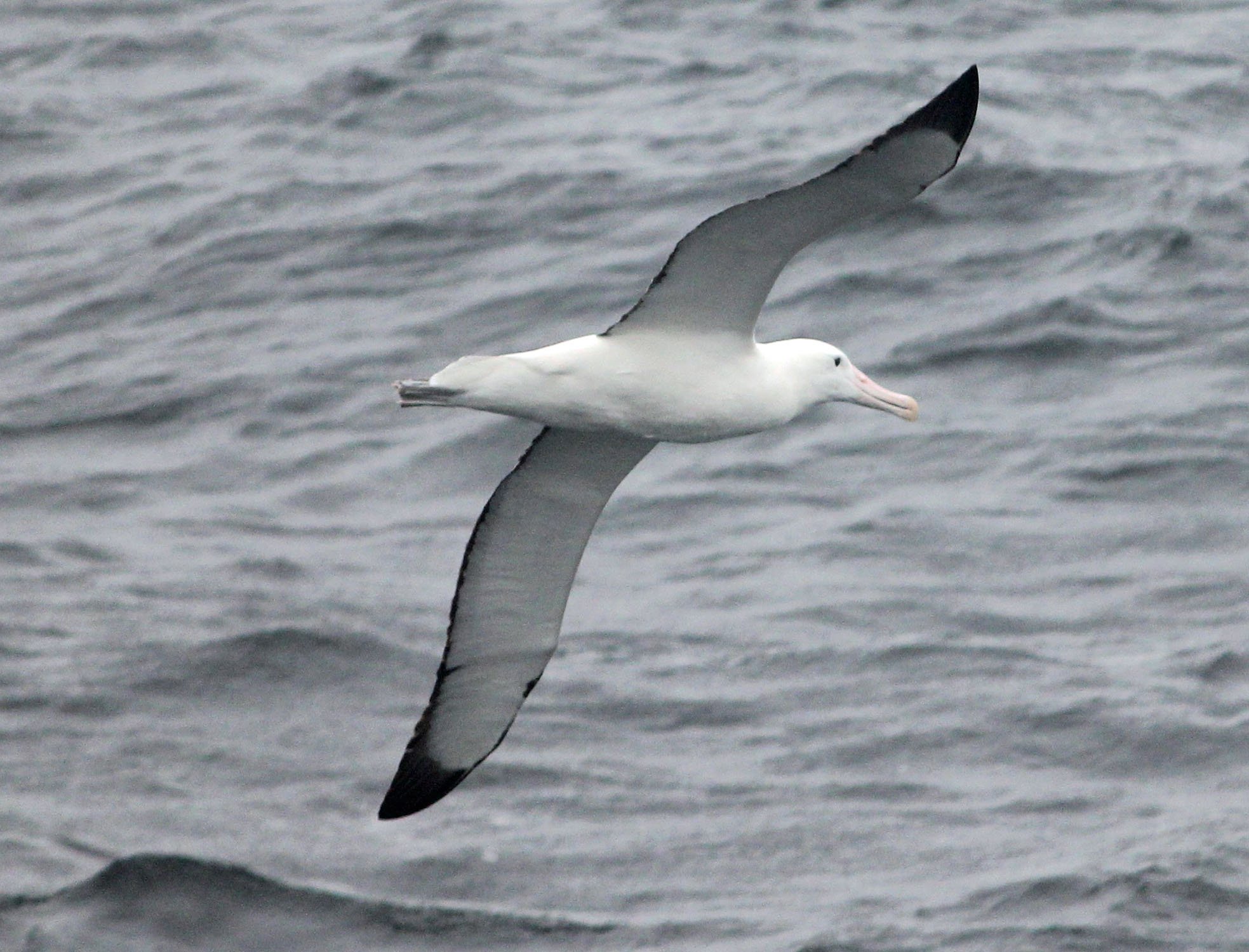
Южный королевский альбатрос в полёте

## Размножение
Достигает половой зрелости королевский альбатрос к 6—10 годам. Откладывает одно белое яйцо. Инкубация яйца длится 80 дней. Вскармливание птенца продолжается 34—38 дней. Период спаривания ноябрь — декабрь. Гнездится на островах Чатем, Кэмпбелл и Окленд в южной части Тихого океана, а также на юге Новой Зеландии.

## Охрана вида
- Соглашение по сохранению альбатросов и буревестников